# Lucy Liu
Lucy Alexis Liu (New York, 2 december 1968) is een Amerikaanse actrice. Liu's ouders waren migranten uit China. 
Na een reeks eenmalige gastrolletjes in televisieseries als Beverly Hills, 90210, L.A. Law, Home Improvement en The X-Files, brak ze in 1998 door dankzij een vaste rol in Ally McBeal. Vanaf dat moment werd het aanbod aan filmrollen groter voor Liu en de rollen zelf omvangrijker. Zo speelde ze sindsdien aanzienlijke rollen in onder meer Charlie's Angels (2000), Charlie's Angels: Full Throttle (2003) en Kill Bill: Vol. 1 (2003). Ze werd in 1999 genomineerd voor een Emmy Award voor haar rol als Ling Woo in de televisieserie Ally McBeal en ontving nominaties voor een Saturn Award voor zowel Charlie's Angels als Kill Bill: Vol. 1. In 2019 kreeg ze een ster op de Hollywood Walk of Fame.

## Filmografie
- Red One (2024 - Zoe Harlow)
- Presence (2024 - Rebecca Payne)
- Shazam! Fury of the Gods (2023 - Kalypso)
- Strange World (2022 - Callisto Mal, stem)
- Set It Up (2018)
- Future World (2018)
- Michael Jackson's Halloween (2017)
- Kung Fu Panda 3 (2016 - Master Viper, stem)
- Tinker Bell and the Legend of the NeverBeast (2014 - Silvermist, stem)
- The Pirate Fairy (2014 - Silvermist, stem)
- Secret of the Wings (2012 - Silvermist, stem)
- The Man with the Iron Fists (2012)
- Kung Fu Panda 2  (2011 - Master Viper, stem)
- Marry Me  (2010 - Rae Carter)
- Tinker Bell and the Lost Treasure (2009 - Silvermist, stem)
- Tinker Bell (2008 - Silvermist, stem)
- The Year of Getting to Know Us (2008 - Anne)
- Kung Fu Panda (2008 - Master Viper, stem)
- Watching the Detectives (2007)
- Rise: Blood Hunter (2007 - Sadie Blake)
- Code Name: The Cleaner (2007 - Gina)
- Lucky Number Slevin (2006 - Lindsey)
- Domino (2005 - Taryn Miles)
- 3 Needles (2005 - Jin Ping)
- Kill Bill Volume 1 (2003 - O-Ren Ishii)
- Charlie's Angels: Full Throttle (2003 - Alex Munday)
- Chicago (2002 - Kitty Baxter)
- Cypher (2002 - Rita Foster)
- Ballistic: Ecks vs. Sever (2002 - Agent Sever)
- Hotel (2001 - Kawika)
- Charlie's Angels (2000 - Alex Munday)
- Shanghai Noon (2000 - Princes Pei Pei)
- Play It to the Bone (1999 - Lia)
- The Mating Habits of the Earthbound Human (1999 - Lydia)
- Molly (1999 - Brenda)
- True Crime (1999 - Toy Shop Girl)
- Payback (1999 - Pearl)
- Love Kills (1998 - Kashi)
- City of Industry (1997 - Cathi Rose)
- Gridlock'd (1997 - Cee-Cee)
- Flypaper (1997 - Dot)
- Bang (1995)
- Protozoa (1993)
- Ban wo zong heng (1992)

## Televisieseries
Exclusief eenmalige gastrollen
- A man in full - Joyce Newman (2024)
- Why women kill. - Simone Grove (2019)
- Animals. - Yumi (2018)
- Elementary - Joan Watson (2012-2019)
- Difficult People - Veronica Ford (2017)
- Kung Fu Panda: Legends of Awesomeness - Viper (2011-2016, 45 afleveringen)
- Southland - Jessica Tang (2012, 10 afleveringen)
- Dirty Sexy Money - Nola Lyons (2008-2009)
- Cashmere Mafia - Mia Mason (2008, zeven afleveringen)
- Joey - Lauren Beck (2004-2005, drie afleveringen)
- Maya & Miguel - Maggie Lee (2004, negen afleveringen)
- Ally McBeal - Ling Woo (1998-2002, 66 afleveringen)
- Pearl - Amy Li (1996-1997, zeven afleveringen)
- ER - Mei-Sun Leow (1995, drie afleveringen)

- Bibsys: 2022912
- Biblioteca Nacional de España: XX1599733
- Bibliothèque nationale de France: cb14039247q (data)
- Catàleg d'autoritats de noms i títols de Catalunya: 981058511323606706
- Gemeinsame Normdatei: 131731513
- International Standard Name Identifier: 0000 0001 1497 391X
- Library of Congress Control Number: n00031786
- MusicBrainz: 42bfb05a-4982-4704-a31e-7c47822f9f2e
- Nationale Bibliotheek van Tsjechië: xx0041135
- Nationale bibliotheek van Australië: 41137992
- Nationale Bibliotheek van Israël: 987007425244605171
- Nederlandse Thesaurus van Auteursnamen: 25113380X
- Réseau des bibliothèques de Suisse occidentale: 02-A024249867
- Système universitaire de documentation: 088520536
- Virtual International Authority File: 117477415
- WorldCat: E39PBJdGT9yCbWF7YcVKgMp9Dq